# Eperua glabriflora
Eperua glabriflora là một loài thực vật có hoa trong họ Đậu. Loài này được (Ducke) Cowan miêu tả khoa học đầu tiên.